# División de Honor de fútbol sala 2005-06
La temporada 2005-06 de División de Honor fue la 17.ª edición de la máxima competición de la Liga Nacional de Fútbol Sala española. Se disputó entre el 10 de septiembre de 2005 y el 24 de junio de 2006. La liga empezó con 16 equipos y un sistema de liga basado en fase regular más fase final, en el que los ocho primeros disputarían el título de campeón y los dos últimos descendían a División de Plata.
El campeón fue ElPozo Murcia Turística, que batió en la final a Polaris World Cartagena en cinco partidos.

## Campeonato

### Liga regular
| Puesto | Equipo                    | Ptos | J  | G  | E  | P  | GF  | GC  | DG  | Nota                         |
| ------ | ------------------------- | ---- | -- | -- | -- | -- | --- | --- | --- | ---------------------------- |
| 1      | ElPozo Murcia Turística   | 71   | 30 | 22 | 5  | 3  | 156 | 87  | +69 | Fase final                   |
| 2      | Boomerang Interviú        | 64   | 30 | 20 | 4  | 6  | 143 | 94  | +49 | Fase final                   |
| 3      | Polaris World Cartagena   | 56   | 30 | 16 | 8  | 6  | 123 | 96  | +27 | Fase final                   |
| 4      | Martorell Fútbol Sala     | 52   | 30 | 14 | 10 | 6  | 123 | 90  | +33 | Fase final                   |
| 5      | Autos Lobelle de Santiago | 50   | 30 | 14 | 8  | 8  | 127 | 99  | +28 | Fase final                   |
| 6      | Playas de Castellón       | 48   | 30 | 14 | 6  | 10 | 135 | 133 | +2  | Fase final                   |
| 7      | PSG Móstoles              | 46   | 30 | 13 | 7  | 10 | 95  | 96  | -1  | Fase final                   |
| 8      | MRA Gvtarra               | 44   | 30 | 12 | 8  | 10 | 106 | 93  | +13 | Fase final                   |
| 9      | Caja Segovia FS           | 40   | 30 | 12 | 4  | 14 | 123 | 117 | +6  |                              |
| 10     | Fiat Carnicer Torrejón    | 38   | 30 | 11 | 5  | 14 | 120 | 144 | -24 |                              |
| 11     | Azkar Lugo FS             | 37   | 30 | 10 | 7  | 13 | 93  | 110 | -17 |                              |
| 12     | Barcel Euro Puebla        | 33   | 30 | 8  | 9  | 13 | 117 | 122 | -5  |                              |
| 13     | DKV Seguros Zaragoza      | 31   | 30 | 8  | 7  | 15 | 96  | 128 | -32 |                              |
| 14     | Benicarló Grupo Poblet    | 26   | 30 | 7  | 5  | 18 | 80  | 118 | -38 | Promoción                    |
| 15     | GSI Bilbo                 | 21   | 30 | 5  | 6  | 19 | 94  | 136 | -42 | Descenso a División de Plata |
| 16     | Albacete FS               | 13   | 30 | 4  | 1  | 25 | 87  | 155 | -68 | Descenso a División de Plata |

Ascienden a División de Honor 2006/07: Gestesa Guadalajara y FC Barcelona.
Nota: Al término de la temporada 2005/06 se anunció que Barcel Euro Puebla se había fusionado con Vigo Fútbol Sala, procedente de División de Plata. El nuevo equipo se trasladó a Vigo y cambió su nombre por el de Cometal Celta de Vigo FS.
Sistema de puntuación: Victoria = 3 puntos; Empate (E) = 1 punto; Derrota = 0 puntos

### Fase final
|  | Cuartos de final                           | Cuartos de final                           |                           |                           | Semifinales                                 | Semifinales                                 |  |                           | Final                                        | Final                                        |  |
|  | 8 de mayo - 16 de mayo Mejor de 3 partidos | 8 de mayo - 16 de mayo Mejor de 3 partidos |                           |                           | 22 de mayo - 30 de mayo Mejor de 5 partidos | 22 de mayo - 30 de mayo Mejor de 5 partidos |  |                           | 4 de junio - 19 de junio Mejor de 5 partidos | 4 de junio - 19 de junio Mejor de 5 partidos |  |
|  |                                            |                                            |                           |                           |                                             |                                             |  |                           |                                              |                                              |  |
|  |                                            |                                            |                           |                           |                                             |                                             |  |                           |                                              |                                              |  |
|  | 1 ElPozo Murcia Turística                  | 2                                          |                           |                           |                                             |                                             |  |                           |                                              |                                              |  |
|  | 1 ElPozo Murcia Turística                  | 2                                          |                           |                           |                                             |                                             |  |                           |                                              |                                              |  |
|  | 8 MRA Gvtarra                              | 0                                          |                           |                           |                                             |                                             |  |                           |                                              |                                              |  |
|  | 8 MRA Gvtarra                              | 0                                          |                           | 1 ElPozo Murcia Turística | 3                                           |                                             |  |                           |                                              |                                              |  |
|  |                                            |                                            |                           | 1 ElPozo Murcia Turística | 3                                           |                                             |  |                           |                                              |                                              |  |
|  |                                            |                                            | 4 Martorell FS            | 0                         |                                             |                                             |  |                           |                                              |                                              |  |
|  | 4 Martorell FS                             | 2                                          | 4 Martorell FS            | 0                         |                                             |                                             |  |                           |                                              |                                              |  |
|  | 4 Martorell FS                             | 2                                          |                           |                           |                                             |                                             |  |                           |                                              |                                              |  |
|  | 5 Autos Lobelle de Santiago                | 0                                          |                           |                           |                                             |                                             |  |                           |                                              |                                              |  |
|  | 5 Autos Lobelle de Santiago                | 0                                          |                           |                           |                                             |                                             |  | 1 ElPozo Murcia Turística | 3                                            |                                              |  |
|  |                                            |                                            |                           |                           |                                             |                                             |  | 1 ElPozo Murcia Turística | 3                                            |                                              |  |
|  |                                            |                                            | 3 Polaris World Cartagena | 2                         |                                             |                                             |  |                           |                                              |                                              |  |
|  | 2 Boomerang Interviú                       | 2                                          | 3 Polaris World Cartagena | 2                         |                                             |                                             |  |                           |                                              |                                              |  |
|  | 2 Boomerang Interviú                       | 2                                          |                           |                           |                                             |                                             |  |                           |                                              |                                              |  |
|  | 7 PSG Móstoles                             | 0                                          |                           |                           |                                             |                                             |  |                           |                                              |                                              |  |
|  | 7 PSG Móstoles                             | 0                                          |                           | 2 Boomerang Interviú      | 1                                           |                                             |  |                           |                                              |                                              |  |
|  |                                            |                                            |                           | 2 Boomerang Interviú      | 1                                           |                                             |  |                           |                                              |                                              |  |
|  |                                            |                                            | 3 Polaris World Cartagena | 3                         |                                             |                                             |  |                           |                                              |                                              |  |
|  | 3 Polaris World Cartagena                  | 2                                          | 3 Polaris World Cartagena | 3                         |                                             |                                             |  |                           |                                              |                                              |  |
|  | 3 Polaris World Cartagena                  | 2                                          |                           |                           |                                             |                                             |  |                           |                                              |                                              |  |
|  | 6 Playas de Castellón                      | 0                                          |                           |                           |                                             |                                             |  |                           |                                              |                                              |  |
|  | 6 Playas de Castellón                      | 0                                          |                           |                           |                                             |                                             |  |                           |                                              |                                              |  |
|  |                                            |                                            |                           |                           |                                             |                                             |  |                           |                                              |                                              |  |

| Campeón de la Liga Nacional de Fútbol Sala |
| ------------------------------------------ |
| ElPozo Murcia Turística Segundo título     |

### Fase de permanencia
Al mejor de 5 partidos.
| UD Las Rozas Boadilla | 2 | - | 3 | Benicarló Grupo Poblet |

## Goleadores
| Puesto | Jugador      | Equipo                    | Goles |
| ------ | ------------ | ------------------------- | ----- |
| 1      | Fernandao    | Martorell FS              | 40    |
| 2      | Schumacher   | Boomerang Interviú        | 39    |
| 3      | Betao        | Autos Lobelle de Santiago | 32    |
| 3      | Wilde        | ElPozo Murcia Turística   | 32    |
| 5      | Dani Salgado | Playas de Castellón       | 30    |
| 5      | Lenísio      | Polaris World Cartagena   | 30    |